# Koń Przewalskiego
Koń Przewalskiego (Equus ferus przewalskii) – duży ssak kopytny z rodziny koniowatych (Equidae). Systematyka tego zwierzęcia pozostaje problematyczna i nierozwiązana. Obecnie uznaje się go za podgatunek tarpana dzikiego (Equus ferus). Zasięg występowania jest ograniczony do kilku parków narodowych znajdujących na terenach Mongolii i Chin, a także do rezerwatu Askania Nowa (Ukraina). Historyczny zasięg występowania jest nieznany. Zwierzę ma krótką szyję i nogi, co nadaje mu wygląd kuca. Koń Przewalskiego nie jest terytorialny, żyje w poligynistycznych haremach. Pasie się na trawie i innych roślinach, a także spożywa korę oraz owoce, natomiast w ogrodach zoologicznych żywi się sianem, lucerną siewną oraz ziarnem. Po 11 lub 12 miesiącach ciąży na świat przychodzi jedno źrebię w kwietniu lub maju. Wiele koni Przewalskiego zostało schwytanych na początku XX wieku i umieszczonych w ogrodach zoologicznych. Wedle Międzynarodowej Unii Ochrony Przyrody (IUCN) zwierzę to jest podgatunkiem zagrożonym (EN, endangered). Szacuje ona liczbę dorosłych osobników na 178.

## Systematyka

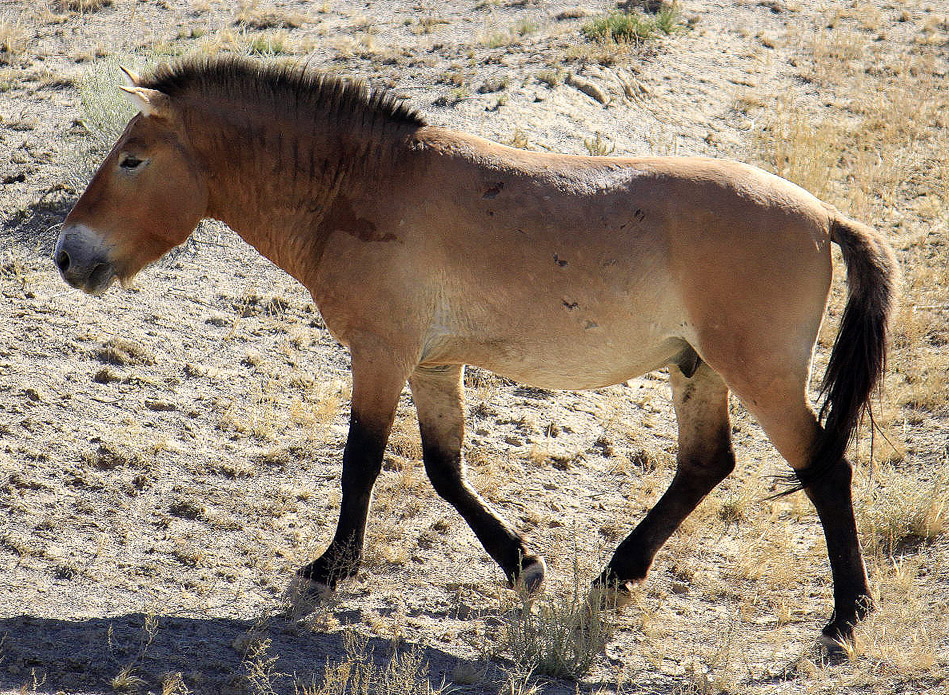
Ogier

Podgatunek opisano jako nowy gatunek Equus przewalskii w 1881 roku przez Iwana Siemionowicza Polakowa. Jako miejsce typowe nowego gatunku konia wskazano Gucheng, na granicy chińsko-rosyjskiej. Zwierzę to zostało nazwane na cześć Nikołaja Przewalskiego, który odkrył je w 1879 i zebrał okazy, na podstawie których Polakow opisał je w 1881 roku.
Taksonomia konia Przewalskiego jest problematyczna i nierozwiązana. Colin P. Groves zaproponował, aby wszystkie konie żyjące w czasach współczesnych zawrzeć w obrębie jednego gatunku, Equus ferus: wówczas ten gatunek należało podzielić na 3 podgatunki E. f. ferus, E. f. sylvestris ze wschodniej Europy oraz E. f. przewalskii z terenów zachodniej Azji. W 1986 roku zasugerował również, aby zastąpić nazwę naukową konia domowego (E. caballus) tym gatunkiem, gdyż Karol Linneusz swój naukowy opis oparł na udomowionym zwierzęciu. Don Ellis Wilson wraz z D. M. Reeder twierdzą odwrotnie w pracy Mammal Species of the World (wersja z 1993 roku). W 2. woluminie serii Handbook of the Mammals of The World napisano, że pomimo wielu populacji koni domowych wolno żyjących na całym świecie koń Przewalskiego jest jedynym prawdziwym dzikim koniem, którego populacje pochodzą od reintrodukowanych osobników wyhodowanych w ogrodach zoologicznych. Jednakże w 2018 roku badania filogenetyczne kości znalezionych na stanowisku kultury Botai w północnym Kazachstanie wykazały, że jest on potomkiem koni udomowionych przez lud Botai. Zgodnie z tymi badaniami koń Przewalskiego nie byłby gatunkiem dzikim, lecz zdziczałym. Chociaż E. f. przewalskii ma 66 chromosomów, a koń domowy 64, to stwierdzono introgresję pomiędzy tymi dwoma zwierzętami, zarówno w niewoli, jak i warunkach naturalnych. Ponieważ w hodowli koń Przewalskiego uległ efektowi wąskiego gardła, pozostaje on w tym samym kladzie, co koń domowy.
Volf (1996) sugerował, że mongolskie konie domowe pochodzą od konia Przewalskiego.
Obecnie w najnowszych wersjach encyklopedii dotyczących systematyki ssaków (Mammals Diversity Database i All the Mammals of the World; 2023 rok) nie uznaje się tego koniowatego za osobnego, jednakże, jeszcze w 2020 roku, w 2-tomowej checkliście Illustrated Checklist of the Mammals of the World uwzględniono E. f. przewalskii jako odrębny gatunek.
Współcześnie spotyka się trzy stanowiska:
1. Equus przewalskii jako odrębny gatunek rodzaju Equus[3][10][11][9]
2. Equus ferus przewalskii – podgatunek tarpana dzikiego (Equus ferus)[1][12][7]
3. Equus caballus przewalskii – podgatunek konia domowego (Equus caballus)[5][2][4]

### Etymologia
- Equus: łac. equus, equi ‘koń, rumak’[13].
- przewalskii: zwierzę otrzymało nazwę od Nikołaja Michajłowicza Przewalskiego, rosyjskiego odkrywcy[14].

### Systematyka
W 2013 roku zbadano relacje między wymarłymi a obecnie żyjącymi koniowatymi. Najbliżej spokrewnione rodziny ssaków, czyli tapirowate (Tapiridae) wraz z nosorożcowatymi (Rhinocerotidae) okazały się zbyt odległe, aby zostały uwzględnione w tych badaniach. W celu zbadania tych więzi między koniowatymi, wyizolowano genomy mitochondrialne (mtDNA) zwierząt. Wedle tych badań koń Przewalskiego (figurujący tutaj jako podgatunek E. ferus) to takson siostrzany wobec podgatunku nominatywnego tarpana dzikiego (E. f. ferus), natomiast cały klad jest siostrzany wobec konia domowego. Wyniki badań przedstawia poniższy kladogram, jaki uzyskali autorzy:
|  | E. asinus                                                |
|  |                                                          |
|  | \| \| E. hemionus \| \| \| \| \| \| E. kiang \| \| \| \| |
|  |                                                          |
|  | E. hemionus                                              |
|  |                                                          |
|  | E. kiang                                                 |
|  |                                                          |

|  | E. hemionus |
|  |             |
|  | E. kiang    |
|  |             |

|  | E. zebra                                             |
|  |                                                      |
|  | \| \| E. quagga \| \| \| \| \| \| grevyi \| \| \| \| |
|  |                                                      |
|  | E. quagga                                            |
|  |                                                      |
|  | grevyi                                               |
|  |                                                      |

|  | E. quagga |
|  |           |
|  | grevyi    |
|  |           |

|  | E. asinus                                                |
|  |                                                          |
|  | \| \| E. hemionus \| \| \| \| \| \| E. kiang \| \| \| \| |
|  |                                                          |
|  | E. hemionus                                              |
|  |                                                          |
|  | E. kiang                                                 |
|  |                                                          |

|  | E. hemionus |
|  |             |
|  | E. kiang    |
|  |             |

|  | E. zebra                                             |
|  |                                                      |
|  | \| \| E. quagga \| \| \| \| \| \| grevyi \| \| \| \| |
|  |                                                      |
|  | E. quagga                                            |
|  |                                                      |
|  | grevyi                                               |
|  |                                                      |

|  | E. quagga |
|  |           |
|  | grevyi    |
|  |           |

|          | E. caballus                                                       |
|          |                                                                   |
| E. ferus | \| \| E. f. ferus \| \| \| \| \| \| E. f. przewalskii \| \| \| \| |
|          | \| \| E. f. ferus \| \| \| \| \| \| E. f. przewalskii \| \| \| \| |
|          | E. f. ferus                                                       |
|          |                                                                   |
|          | E. f. przewalskii                                                 |
|          |                                                                   |

|  | E. f. ferus       |
|  |                   |
|  | E. f. przewalskii |
|  |                   |

|  | E. asinus                                                |
|  |                                                          |
|  | \| \| E. hemionus \| \| \| \| \| \| E. kiang \| \| \| \| |
|  |                                                          |
|  | E. hemionus                                              |
|  |                                                          |
|  | E. kiang                                                 |
|  |                                                          |

|  | E. hemionus |
|  |             |
|  | E. kiang    |
|  |             |

|  | E. zebra                                             |
|  |                                                      |
|  | \| \| E. quagga \| \| \| \| \| \| grevyi \| \| \| \| |
|  |                                                      |
|  | E. quagga                                            |
|  |                                                      |
|  | grevyi                                               |
|  |                                                      |

|  | E. quagga |
|  |           |
|  | grevyi    |
|  |           |

|  | E. asinus                                                |
|  |                                                          |
|  | \| \| E. hemionus \| \| \| \| \| \| E. kiang \| \| \| \| |
|  |                                                          |
|  | E. hemionus                                              |
|  |                                                          |
|  | E. kiang                                                 |
|  |                                                          |

|  | E. hemionus |
|  |             |
|  | E. kiang    |
|  |             |

|  | E. zebra                                             |
|  |                                                      |
|  | \| \| E. quagga \| \| \| \| \| \| grevyi \| \| \| \| |
|  |                                                      |
|  | E. quagga                                            |
|  |                                                      |
|  | grevyi                                               |
|  |                                                      |

|  | E. quagga |
|  |           |
|  | grevyi    |
|  |           |

|          | E. caballus                                                       |
|          |                                                                   |
| E. ferus | \| \| E. f. ferus \| \| \| \| \| \| E. f. przewalskii \| \| \| \| |
|          | \| \| E. f. ferus \| \| \| \| \| \| E. f. przewalskii \| \| \| \| |
|          | E. f. ferus                                                       |
|          |                                                                   |
|          | E. f. przewalskii                                                 |
|          |                                                                   |

|  | E. f. ferus       |
|  |                   |
|  | E. f. przewalskii |
|  |                   |

## Występowanie
Obecnie, zasięg występowania jest ograniczony do kilku parków narodowych znajdujących na terenach Mongolii i Chin. Obecny również był w Rezerwacie Biosfery Askania Nowa. Rezerwat został zdewastowany podczas inwazji Rosji na Ukrainę. Ponadto w 2024 roku powiodła się introdukcja tego koniowatego na tereny dzisiejszego Kazachstanu po 200 latach nieobecności na obszarze tego kraju.
Konie te widnieją na malowidłach naskalnych, które można znaleźć w jaskiniach we Włoszech, południowej Francji oraz północnej Hiszpanii – są datowane one na 20000 lat; wiele prehistorycznych rysunków koni przypomina konia Przewalskiego. E. f. przewalskii prawdopodobnie więc szeroko zamieszkiwał centralną Azję oraz Europę, chociaż w regionie Europy występował też wyróżniany w niektórych ujęciach E. f. gmelini. Wzmianki o tym ssaku pochodzą z tybetańskich zapisków mnichów z roku 900; koń Przewalskiego nie pojawił się jednak w Systema Naturae Karola Linneusza (1758). Do końca XVIII wieku gatunek ten występował od rosyjskich stepów na wschód po Kazachstan, Mongolię i północne Chiny. Po tym czasie populacja uległa katastrofalnemu załamaniu. Ostatnia dzika populacja konia Przewalskiego przetrwała do połowy XX wieku w południowo-zachodniej Mongolii oraz przyległych Gansu, Xinjiang i Region Autonomiczny Mongolii Wewnętrznej. Dzikie konie ostatni raz widziano w 1969 r., na północ od Tachijn szar nuruu na dżungarskiej pustyni Gobi w Mongolii.

## Morfologia
Długość ciała 220–280 cm; długość ogona 90–110 cm (uwzględniając włosie); wysokość w kłębie 120–146 cm; masa ciała 200–300 kg. Wyróżniający się fenotyp E. f. przewalskii rozwinął się w dużej mierze w odpowiedzi na warunki stepowo-tundrowe późnego plejstocenu. Koń Przewalskiego jest masywniejszy od konia domowego. Posiada długi ogon, kasztany zarówno na przednich, jak i tylnych kończynach, krągłe kopyta oraz czarną i nastroszoną grzywę, która opada na stronę, gdy jest długa. Sierść tego koniowatego jest maści karej przydymionej na grzbiecie i bokach, brzuch oraz twarz pozostają żółtobiałe. W szacie zimowej sierść staje się jaśniejsza i grubsza, niekiedy jest ona kręcona na grzbiecie. Zwierzę ma krótką szyję i nogi, co nadaje mu wygląd kuca; ogółem jest mniejszy od konia domowego, może dorównywać mniejszym rasom tego pierwszego swą wielkością. Głowa jest masywna, z długim pyskiem oraz silną szczęką. Pysk określany jako skrócony. Uszy są krótkie. Nogi poniżej kolan są czarne. Kończyny pręgowane do wysokości stawów skokowych i nadgarstkowych, barwa sierści tamże jest taka sama, jak na twarzy. Na grzbiecie biegnie ciemny pas. Ogon pokryty przez włosie, które u końca jest nieco jaśniejsze. Źrebaki są podobnego ubarwienia, co dorosłe okazy, natomiast starsze osobniki są nieco jaśniejsze niż te młode.

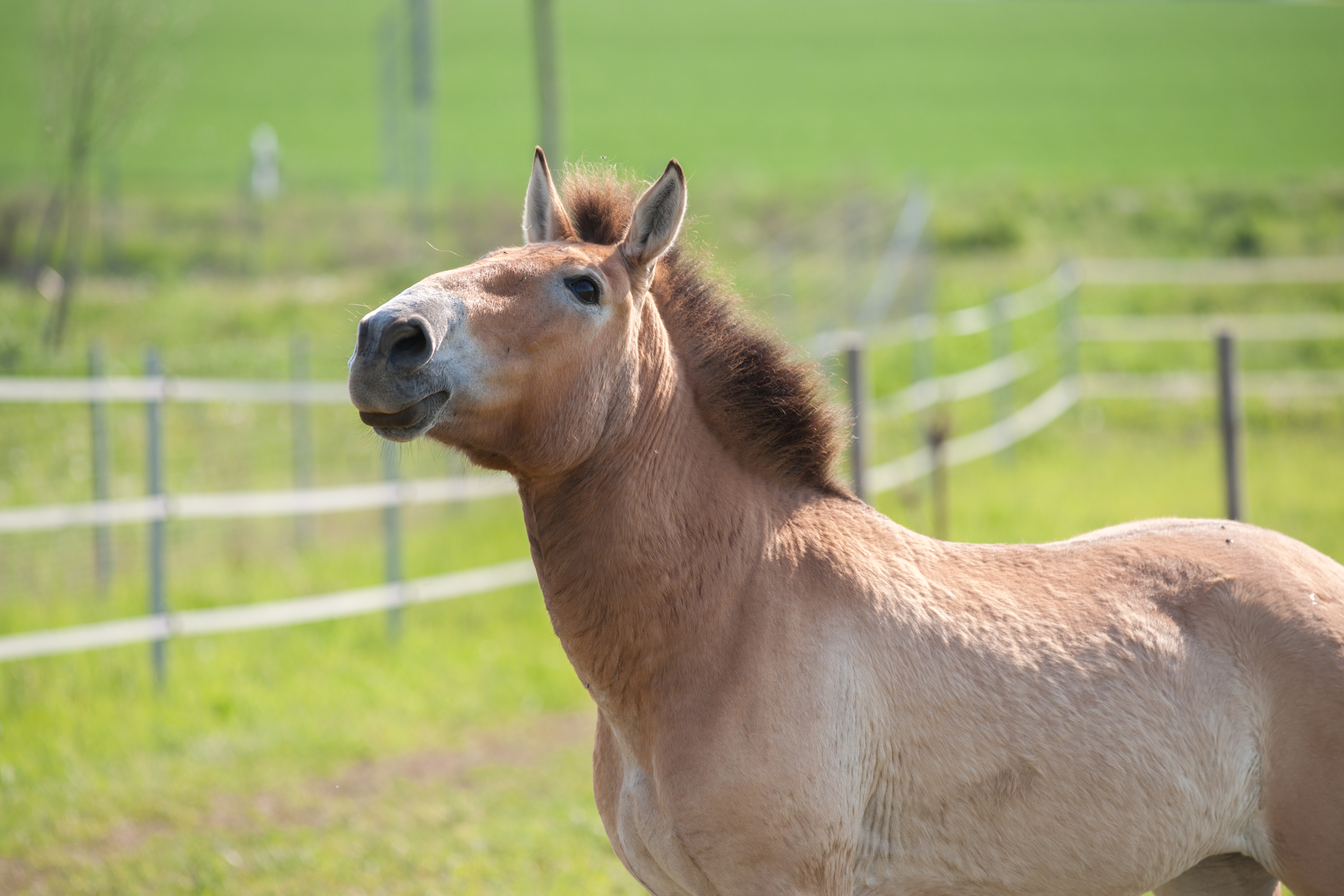

## Ekologia i tryb życia

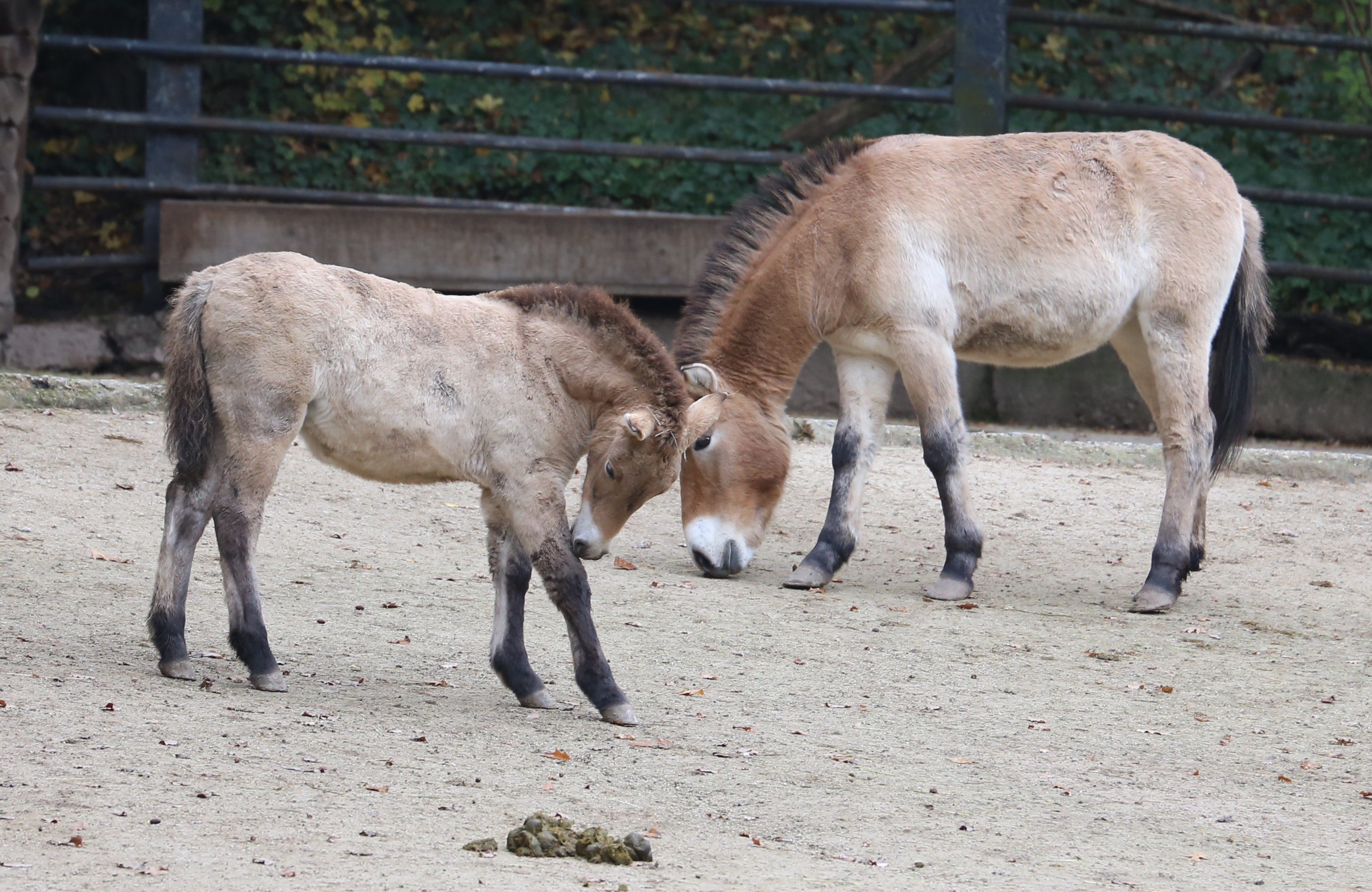
dorosły osobnik ze źrebięciem

Historyczny zasięg występowania nie jest znany. Ostatni zaobserwowany dziki osobnik został stwierdzony na suchej pustyni Gobi, jednakże nie wiadomo, czy ten osobnik znajdował się w preferowanym przez siebie habitacie, czy znajdował się w ostatniej lokalizacji występowania gatunku. Niegdyś zamieszkiwał tereny stepów i półpustyń Azji Środkowej. Z czasem gdy rozwinęła się tamże agrokultura, nastąpił wypas inwentarza lub tereny te zostały zdegradowane, środowisko tego zwierzęcia zostało ograniczone do półpustyń z ograniczonymi zasobami wody. Z obserwacji wynika, że w Parku Narodowym Chustajn nuruu konie te preferowały nizinne stepy i ich wędrówki spowodowane były dostępnością roślinności. Zwierzęta obserwowane na wysokości do 8000 stóp.
Podobnie jak zdziczałe konie, koń Przewalskiego to pasące się zwierzę. Spędza on połowę dnia na pasieniu się. Latem zwierzę to żeruje wśród zarośli oraz na terenach trawiastych, w pobliżu wody. Odżywia się trawą, innymi roślinami, korą oraz owocami, natomiast w ogrodach zoologicznych je siano, lucernę siewną (Medicago sativa; zwana inaczej alfalfą) i ziarno. Zimą natomiast spożywa bardziej włóknistą roślinność, którą trudno odnaleźć z powodu okrywy śnieżnej – czasem jednak silny wiatr odsłania roślinność składającą się z sukulentów. Na pustyni Gobi stworzenia te wybierały najbardziej produktywne formacje roślinne. Badania przeprowadzone w Ukrainie dostarczają więcej informacji na temat spożywanego pokarmu. Ogółem, preferowany pokarm tych koni to perz właściwy (Elytrigia repens), koniczyna łąkowa (Trifolium pratense), wyka ptasia (Vicia cracca), wiechlina zwyczajna (Poa trivialis), kupkówka pospolita (Dactylis glomerata) oraz stokłosa bezostna (Bromus inermis); preferencje dotyczące wybieranego pokarmu były także zmienne w różnych miesiącach i przykładowo w maju zwierzęta zjadały perz właściwy, szczotlichę siwą (Corynephorus canescens), kostrzewę walezyjską (Festuca valesiaca) i komosę białą (Chenopodium albuy), w czerwcu pokarm stanowiły bobowate (Fabaceae), w lipcu na miejscu preferowanego pokarmu plasowały kupkówka pospolita oraz koniczyna (Trifolium), zaś w sierpniu – wyka ptasia oraz perz właściwy. Łącznie naliczono się 7 gatunków bobowatych, 17 gatunków wiechlinowatych (Poaceae) i 7 gatunków astrowatych (Asteraceae).
Po 11 lub 12 miesiącach ciąży, na świat przychodzi jedno źrebię w kwietniu lub maju. Godzinę po porodzie młode jest w stanie stać oraz chodzić. Zaczyna się ono paść po kilku tygodniach, jednakże odstawione zostaje po 8 czy 13 miesiącach. Parzenie się i porody następują w tym samym sezonie, gdyż klacze wchodzą w okres rui 7–8 dni po wydaniu na świat potomstwa.
Konie Przewalskiego żyją w poligynistycznych haremach i nie są terytorialnymi zwierzętami. W wieku 2 lat młode samce tworzą kawalerskie grupy razem ze starszymi ogierami. Kiedy ogiery mają pięć lat lub więcej, próbują tworzyć haremy o półstałym członkostwie, utrzymywane przez cały rok. Przejmują już istniejące haremy, kradną klacze rywalom lub dołączają do nich samice opuszczające swój urodzeniowy harem w wieku około dwóch do trzech lat. Areały osobnicze w Parku Narodowym Chustajn nuruu obejmowały 120 do 2400 ha i na ich obszarze mieściły się poza pastwiskami stałe zasoby wodne, lasy oraz tereny skaliste; na pustyni Gobi areały osobnicze rozciągały się na 150–825 km2.
Z charakteru to zwierzę nieśmiałe i czujne. Potrafi także wykryć zapach i dźwięk z dużych odległości. Jego nastroje można wykryć poprzez zmiany położenia uszu, pyska i ogona.

## Status

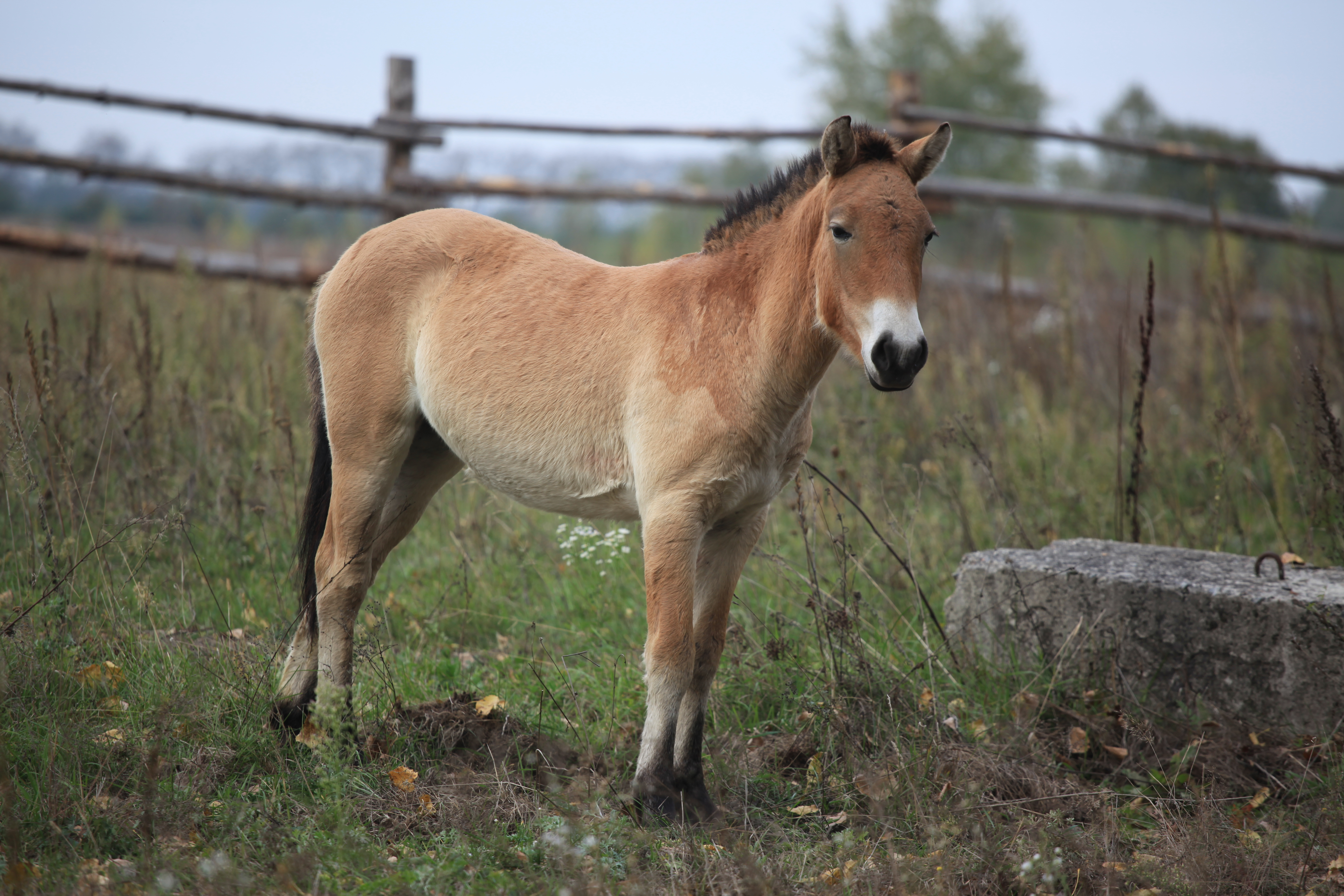
Osobnik z Czarnobyla

Międzynarodowa Unia Ochrony Przyrody (IUCN) klasyfikuje konia Przewalskiego jako podgatunek tarpana dzikiego i uznaje go za podgatunek zagrożony (ang. EN, endangered).
Ostatnie dzikie konie widziano w Mongolii w 1969. Zwierzę zachowało się wówczas jedynie w ogrodach zoologicznych. Od 1990 roku rozpoczęto próby jego reintrodukcji na terenach Mongolii, Chin, Kazachstanu, Rosji i Ukrainy, gdzie rozwój gatunku można zauważyć w Askanii Nowej. W 2008 roku przedstawicieli gatunku było ponad 1800, choć na wolności było ich jeszcze zaledwie 50. W Polsce istnieją specjalne ośrodki, działające w ramach programu ochrony i przywracania tego gatunku. Znajdują się one w: Poznaniu, Wrocławiu, Łodzi i Warszawie. Obecnie, około 250 koni żyje na wolności w Mongolii, chociaż wedle danych IUCN na świecie istnieje 178 dorosłych osobników. Trend populacji wydaje się wzrostowy.